# Der Usedom-Krimi: Geisterschiff

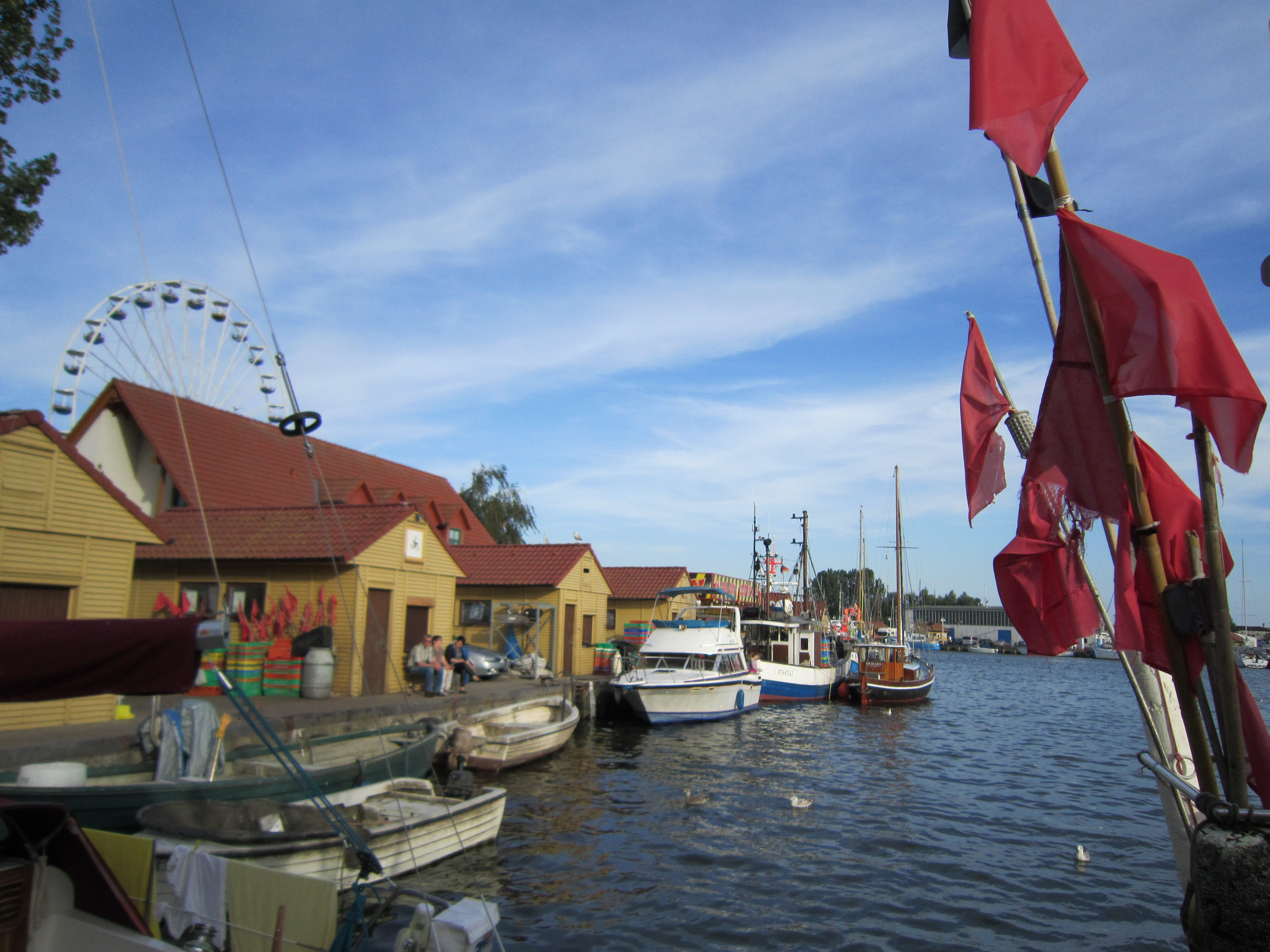
In einem Kutter am Hafen wird der vor zwei Jahren verschwundene Heiner Kampwirth tot aufgefunden (Drehort: Hafen von Freest)

Geisterschiff ist der Name der 7. Folge der Kriminalfilmreihe Der Usedom-Krimi. Die Folge wurde erstmals am 14. Februar 2019 im Ersten ausgestrahlt und ist die erste ohne Kriminalkommissarin Julia Thiel, die in der vorherigen Folge ihren Serientod fand.

## Handlung
Nach der Ermordung von Julia Thiel versuchen die Familienmitglieder auf ihre Weise mit der Trauer klarzukommen. Witwer Stefan gibt sich vermehrt dem Alkohol hin, Tochter Sophie studiert weiter in Berlin und Mutter Karin betätigt sich als ehrenamtliche Konfliktberaterin. Sie kümmert sich dabei auch um den Kleinkriminellen Jens Kampwirth, der bei einem misslungenen Raubüberfall auf Restaurantbesitzer Ingo Wiek sowohl sein Opfer, als auch sich selbst aus dem Leben befördert. Da am Tatort ein Aktenkoffer sowie die teuren Turnschuhe des Opfers fehlen, nimmt Ellen Norgaard die Ermittlungen nach einem Komplizen auf.
Jens war nach dem Verschwinden seines Vaters vor zwei Jahren vom rechten Weg abgekommen, Karin hatte gerade noch einen Täter-Opfer-Ausgleich für ihn organisiert. Als Jens’ Schwester Rike Karin erzählt, sie habe kürzlich ihren Vater in Polen gesehen, macht sich Karin auf die Suche und kann den totgeglaubten Heiner Kampwirth tatsächlich ausfindig machen. Dieser hatte sich seinerzeit aus dem Staub gemacht, nachdem er Rikes Hals mit dem Bügeleisen verbrannt hat. Die Kinder bekamen die Lebensversicherung ausbezahlt, Rike betreibt seitdem ein kleines Hotel. Als Karin ihn jetzt von der weiteren Flucht abhalten will, kann Heiner zusammen mit Hilfe seiner polnischen Freundin entkommen. Heiner lässt sich von einem befreundeten Berliner Taxifahrer, der in Rikes Hotel übernachtet, aus Polen abholen und fährt zu seiner Tochter. Zunächst entschuldigt er sich, aber eigentlich möchte er Geld von ihr, da er seiner polnischen Freundin etwas schuldet und annimmt, von dem Geld der Lebensversicherung sei noch etwas übrig. Rike schickt ihn erbost weg.
Am nächsten Morgen wird Heiner tot auf einem Kutter aufgefunden, Ingo Wieks Turnschuhe an den Füßen. Es sieht so aus, als sei er der Komplize seines Sohns gewesen. Doch dies erscheint sowohl Ellen, als auch Karin nicht schlüssig. Karin kann einen von Wieks Angestellten als Komplizen ausfindig machen, der Heiner an dem Morgen auch fand. Dieser hatte den Überfall mit Jens geplant, wusste aber nicht, dass dieser eine scharfe Waffe mitnehmen und der Überfall auf groteske Weise schieflaufen werde. Die Schuhe habe er zusätzlich mitgenommen, da das Opfer immer damit geprahlt habe. Umgebracht hat er Vater Kampwirth aber nicht, denn der hatte sich im Streit mit seiner polnischen Freundin verletzt und ist aufgrund dessen am folgenden Tag an einer Gehirnblutung aus einem kleinen Gefäßast gestorben.

## Produktion
Geisterschiff wurde vom 28. August 2017 bis zum 27. September 2017 auf der Ostseeinsel Usedom und in Berlin gedreht. Für den wichtigen Schauplatz dieser Folge, das Lokal „Pott & Pann“, wurde im Ückeritzer „Café Knatter“ gedreht. Weitere Aufnahmen entstanden auf dem Friedhof in der Gemeinde Benz, am Fischereihafen Freest und in Bansin, wo der Wohnwagen von Ellen Norgaard steht.

## Rezeption

### Kritiken
Rainer Tittelbach vergibt in seiner Filmbesprechung auf tittelbach.tv 4 von 6 möglichen Sternen. Auffällig sei hier insbesondere die geschickt eingebaute Spur Komik: Der Film „erzählt zwar ebenfalls eine Familientragödie mit vielen menschlichen Verlusten, aber der (auch) Comedy-erfahrene Oliver Schmitz verzichtet nicht auf die eine oder andere komödiantische Note. Vieles mag das Drehbuch schon vorgegeben haben, die Art und Weise aber wie er tragende Nebenfiguren wie den von sich selbst sehr überzeugten Staatsanwalt Dr. Brunner oder Polizist Brendel von Max Hopp und Rainer Sellien spielen lässt, das geht deutlich in Richtung Komödie. Mag man das auch nicht ganz passend finden, die Tötungssituation zu Beginn des Films, die nicht einer absurden Komik entbehrt (und die man wohl eher in einer Reihe wie „Nord bei Nordwest“ erwartet hätte), möchte man als Zuschauer keineswegs missen.“ Insbesondere die schauspielerischen Leistungen von Anna Herrmann und Jörg Pose überzeugen.
Oliver Armknecht bewertete die Folge auf film-rezensionen.de mit vier von zehn Punkten. Wie die Ex-Staatsanwältin bei ihrer ehrenamtlichen Tätigkeit in eine Familientragödie hineingezogen werde sei manchmal wirklich tragisch. Vor allem aber sei das immer wieder grotesk, der Krimi überzeuge kaum.

### Einschaltquoten
Die Erstausstrahlung von Geisterschiff am 14. Februar 2019 sahen in Deutschland 5,35 Millionen Zuschauer.